# Postkoital antikonception

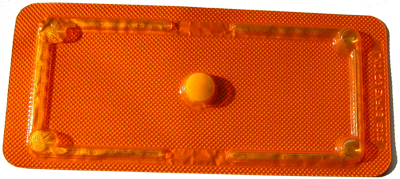
Postkoital antikonception

Postkoital antikonception innebär att man motverkar befruktning och förhindrar en graviditet genom en preventivmetod som används efter samlag, snarare än i förebyggande syfte. Två metoder för postkoital antikonception är dagen efter-piller (akut-p-piller) och kopparspiral.
Det finns flera olika akut-p-piller på marknaden och dessa ska tas så snabbt som möjligt, med bäst effekt inom 6 timmar och någorlunda effekt inom 72 till 120 timmar från tillfället för samlaget. Dagen efter-piller innehåller vanligen det kvinnliga könshormonet gestagen och verkar genom att hämma ägglossningen.
En kopparspiral som sätts in inom 120 timmar (fem dygn) från tidpunkten för samlaget ger ett bra skydd mot graviditet. Fördelarna med denna metod är dels att det anses vara en väldigt säker metod för postkoital antikonception, och dels att kopparspiralen fungerar som ett preventivmedel även fortsättningsvis.

## Referenslista
1. ↑  ”Antikonception”. www.internetmedicin.se. http://www.internetmedicin.se/page.aspx?id=5444#sc77068. Läst 5 mars 2017.